# Rimage
Rimage est une mention spécifique pour certains vins doux naturels (VDN) français de l’appellation d'origine contrôlée Banyuls.
Il s’agit des banyuls élevés dans un milieu réducteur, à l’abri de l’air, pour préserver le côté fruité du vin jeune. Les vins sont caractérisés par des notes d’arômes de fruits rouges, de cerise et de kirsch.

## Origine géographique
Le banyuls rimage est un vin provenant du vignoble du Roussillon. Il peut être produit seulement dans les communes de Banyuls-sur-Mer, Cerbère, Collioure et Port-Vendres, dans le département des Pyrénées-Orientales.

## Cépages
Le cépage principal pour le rimage est le grenache noir. Les cépages accessoires, qui ne doivent pas surpasser 10 % dans l’assemblage, sont : carignan, cinsaut, counoise, grenache gris, mourvèdre et syrah.

## Élaboration
Les VDN banyuls gardent une partie des sucres provenant des raisins d'origine. La fermentation alcoolique est stoppée par l’addition d’alcool neutre, opération dénommée « mutage ». Les banyuls rimages doivent obligatoirement être « mutés sur grain », c'est-à-dire que l’addition d’alcool se produit avant décuvage et pressurage, en présence de la pulpe du raisin.
L’élevage doit se produire dans un milieu réducteur, en évitant tout contact avec l’air, en opposition aux banyuls traditionnels, de type oxydatif. Afin de préserver le fruit et la fraîcheur du vin, cet élevage est court, allant de cette période au moins jusqu’au 1er mai de l’année suivant celle de la récolte, avec un minimum de trois mois en bouteille.